# Oskarżenie (powieść)
Oskarżenie - polski thriller prawniczy autorstwa Remigiusza Mroza. Powieść jest szóstą częścią serii o adwokatach Joannie Chyłce i Kordianie Oryńskim. Została wydana nakładem wydawnictwa Czwarta Strona w 2017 roku.
W 2021 roku został wyemitowany piąty i zarazem finałowy sezon serialu kryminalnego Chyłka - Oskarżenie - stanowiący ekranizację powieści Remigiusza Mroza.

## Fabuła
Dawny działacz „Solidarności” Tadeusz Tesarewicz lata temu został uznany winnym morderstw pod Warszawą i skazany na karę pozbawienia wolności. Sprawa wydaje się oczywista, dopóki nie pojawiają się nowe dowody, podważające winę mężczyzny.